# Miroslav Šrámek
Miroslav Šrámek (* 9. Juni 1954) ist ein ehemaliger tschechischer Badmintonspieler.

## Karriere
1971 gewann Miroslav Šrámek bei den Tschechoslowakischen Einzelmeisterschaften der Junioren seinen ersten nationalen Titel. Im darauffolgenden Jahr siegte er in allen drei Disziplinen bei den Juniorenmeisterschaften. Sieben Jahre musste er dann auf seinen nächsten Titel warten, der er mit seinem Bruder Ladislav Šrámek im Herrendoppel erkämpfen konnte. 1981 und 1983 gewann der die Mixedwertung mit Ehefrau Taťána Šrámková. Auch im Mixed war er mit Jiřína Hubertová und Jaroslava Semecká erfolgreich.  Beim Internationalen Werner-Seelenbinder-Gedenkturnier in der DDR gewann er mit Michal Malý in der Saison 1983/84 das Herrendoppel. Mit Richard Hobzik und Tomasz Mendrek holte er sich 1984 und 1986 weitere Titel im Doppel bei den nationalen Meisterschaften. Im letztgenannten Jahr schaffte er sogar das Triple, als er alle drei möglichen Titel gewann.

## Sportliche Erfolge
| Veranstaltung | Saison                                                 | Disziplin    | Platz | Name                                  |
| ------------- | ------------------------------------------------------ | ------------ | ----- | ------------------------------------- |
| 1971          | Tschechoslowakische Einzelmeisterschaften der Junioren | Herreneinzel | 1     | Miroslav Šrámek                       |
| 1972          | Tschechoslowakische Einzelmeisterschaften der Junioren | Mixed        | 1     | Miroslav Šrámek / Olga Zrnová         |
| 1972          | Tschechoslowakische Einzelmeisterschaften der Junioren | Herrendoppel | 1     | Miroslav Šrámek / Ales Guttenberger   |
| 1972          | Tschechoslowakische Einzelmeisterschaften der Junioren | Herreneinzel | 1     | Miroslav Šrámek                       |
| 1978/1979     | DDR: Internationales Werner-Seelenbinder-Gedenkturnier | Herrendoppel | 3     | Ladislav Šrámek / Miroslav Šrámek     |
| 1979          | Tschechoslowakische Einzelmeisterschaften              | Herrendoppel | 1     | Ladislav Šrámek / Miroslav Šrámek     |
| 1981          | Tschechoslowakische Einzelmeisterschaften              | Mixed        | 1     | Miroslav Šrámek / Taťána Šrámková     |
| 1983          | Tschechoslowakische Einzelmeisterschaften              | Mixed        | 1     | Miroslav Šrámek / Taťána Šrámková     |
| 1983/1984     | DDR: Internationales Werner-Seelenbinder-Gedenkturnier | Herrendoppel | 1     | Michal Malý / Miroslav Šrámek         |
| 1984          | Tschechoslowakische Einzelmeisterschaften              | Herrendoppel | 1     | Miroslav Šrámek / Richard Hobzik      |
| 1986          | Tschechoslowakische Einzelmeisterschaften              | Herrendoppel | 1     | Miroslav Šrámek / Tomasz Mendrek      |
| 1986          | Tschechoslowakische Einzelmeisterschaften              | Herreneinzel | 1     | Miroslav Šrámek                       |
| 1986          | Tschechoslowakische Einzelmeisterschaften              | Mixed        | 1     | Miroslav Šrámek / Jaroslava Balcarová |